# Quema de los manuscritos granadinos
La quema de los manuscritos granadinos fue llevada a cabo en 1499 o 1500 (la fecha exacta no se conoce) por el influyente confesor y asesor de la reina Isabel la Católica, el Cardenal Cisneros, nuevo arzobispo de Granada. Poco después del destierro de los judíos en 1492, Cisneros, en su afán por erradicar cualquier resto de la religión islámica, ordenó la destrucción de más de 4.000 manuscritos, de los que únicamente se conservaron los referidos a medicina, trasladados a la Universidad de Alcalá de Henares.
En el año 2000, el Ayuntamiento de Granada, bajo el nombre "Arde la Memoria", celebró un acto conmemorativo en la misma Plaza de Bib-Rambla donde ocurrieron los hechos.

## Antecedentes

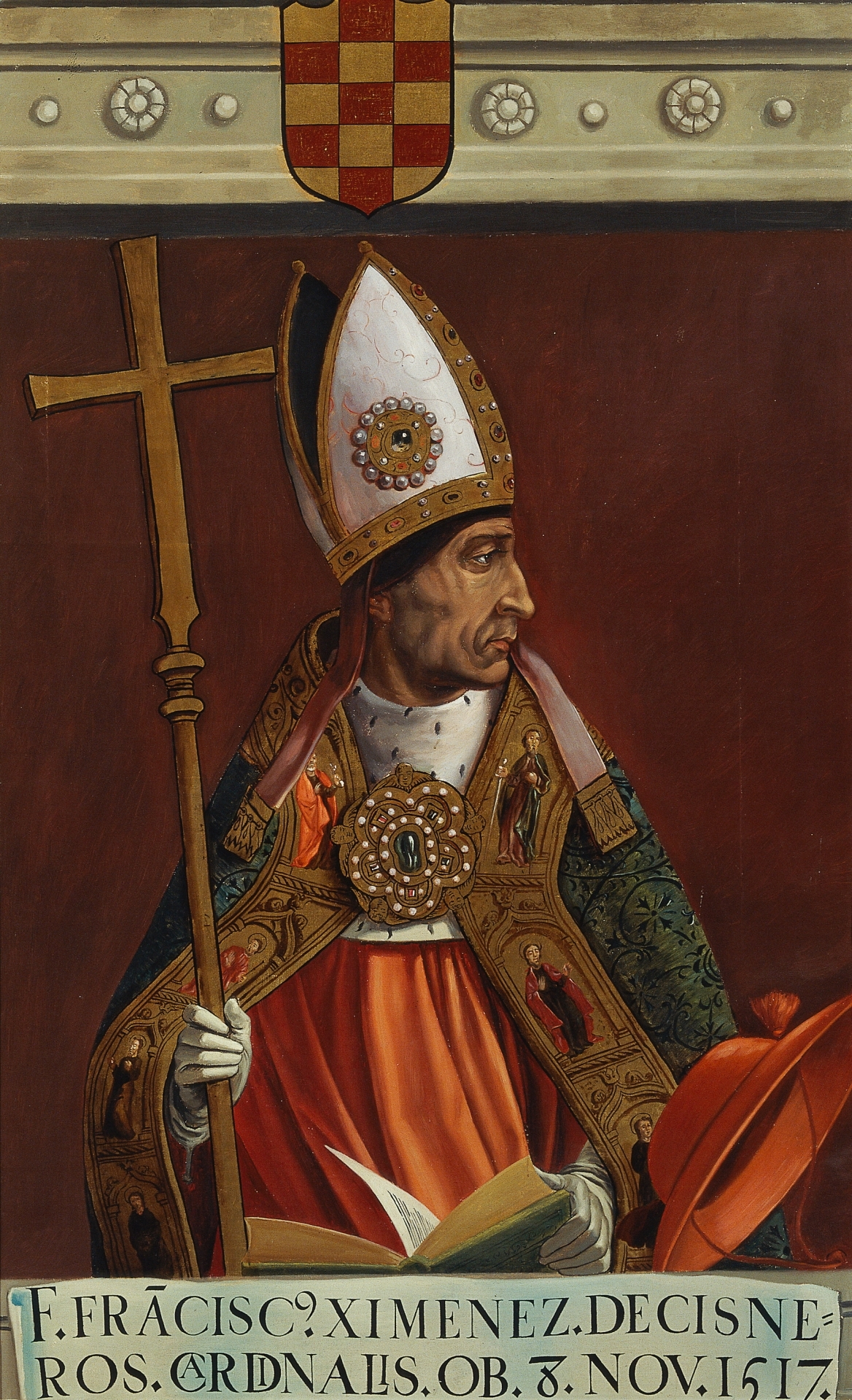
Cardenal Cisneros, consejero de Isabel I de Castilla

Granada, el último bastión de la conquista castellana había conseguido sobrevivir gracias a las relaciones de vasallaje que los sultanes granadinos establecieron con los reyes cristianos. Sin embargo, los Reyes Católicos conquistaron Granada, tomando posesión el 2 de enero de 1492. La reina Isabel recibió de manos de Boabdil las llaves de la ciudad[cita requerida] y tres cañonazos lanzados al amanecer[¿cuándo?]¿Cuál día? fue la señal de que Granada ya estaba en manos cristianas.
Hernando de Talavera fue sustituido en el puesto de edicto y confesor de la reina Isabel, dando paso al Cardenal Cisneros. Pedro Mártir de Anglería dejó escrito que con Talavera como arzobispo de Granada los hechos se habrían desarrollado de otra manera; era un hombre tolerante, que pretendía extender en cristianismo por medio de la convicción y no por medio de la fuerza y la represión. Estudió la lengua árabe y llegó incluso a traducir una biblia, para que los andalusíes se pudieran acercar y pudieran conocer la religión cristiana.
Las Capitulaciones impulsadas por los Reyes Católicos dieron a los andalusíes el respeto que demandaban y a los cristianos el liderazgo que merecían. Sin embargo con la llegada de Cisneros al arzobispado de Granada, comenzó una época de persecución y represión hacia los llamados moriscos y sobre todo hacia sus raíces. Esta situación forzó a los moriscos a la rebelión, que fue reprimida con dureza, y sirvió para justificar la supresión de las capitulaciones y llevar a cabo la masacre de La Madraza.

## La quema
Tras la toma de la ciudad empezó un proceso de expulsión y reconversión de judíos y musulmanes. Fue entre 1499 y 1500 (no se conoce la fecha con exactitud), coincidiendo con la prohibición del Islam, cuando los manuscritos nazaríes fueron quemados en la plaza de Bib-Rambla, en el corazón de Granada. En su época, apodada Puerta del Arenal, era el principal punto de acceso a la ciudad. Allí se concentraba la vida y la sociedad medieval, escenario de múltiples intercambios comerciales; en periodos sucesivos fue en esta plaza donde se han desarrollado todas las celebraciones públicas de la ciudad: procesiones, autos de fe, torneos, ajusticiamientos, justas, fiestas populares, e incluso corridas de toros.

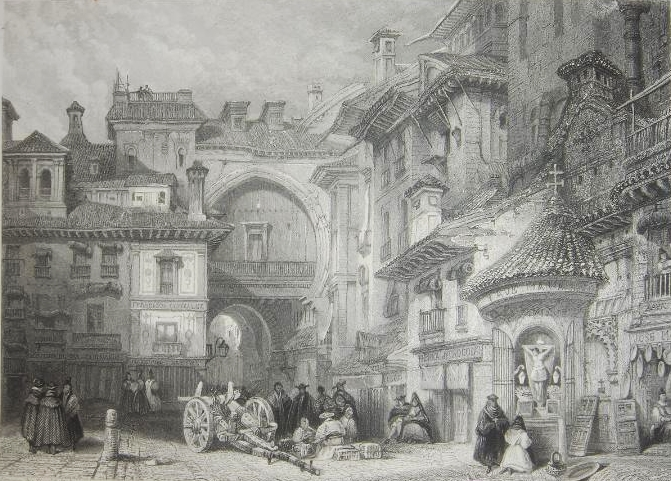
Plaza de Bib-Rambla

La quema de bibliotecas y relatos comenzó antes de la llegada del cardenal Cisneros; los almohades, provenientes del norte de África, con una férrea mentalidad de carácter militar, se adelantaron en la destrucción de la cultura andalusí, algo desconocido en la cultura popular magrebí, que atribuyen la decadencia del rincón oriental de España únicamente a los reyes cristianos.
Sin embargo sería el confesor de Isabel la Católica quien llevaría a cabo la incineración de los manuscritos más importantes de la cultura nazarí, tanto por su contenido, como por su valor material y estético. Se conoce por escritos de la época que la estética y el labrado de dichos manuscritos cautivaban a todo el que entraba en contacto con ellos: encuadernaciones recubiertas con perlas, hojas perfumadas, multiplicidad de tintas, códices con deliciosas iluminaciones… Se estima que ardieron al menos 4000 escritos.
El discurso de Cisneros era quemar todo relato que contribuyera a la impiedad mahometana. Con ese pretexto se quemaron coranes y obras religiosas (una ofensa para la sociedad musulmana) pero también mucha poesía e historia. Los granadinos de la época eran grandes literatos, amantes del verso, y destacaba sobre todo la poesía sufí elaborada por maestros espirituales. Entre las cenizas que dejó Cisneros, ardieron poemas y reflexiones del célebre poeta granadino Ibn-al-Jatib. Los nazaríes también fueron apasionados de la historia, con unos códices de gran calidad. Estos también acabaron en la hoguera, ya que los libros hablaban de los reyes musulmanes, representantes de Alá.